# Ian Baraclough
Ian Robert Baraclough (Leicester, 4 dicembre 1970) è un allenatore di calcio ed ex calciatore inglese, di ruolo centrocampista. Conosciuto principalmente per essere il giocatore con la valutazione più bassa in tutta la serie di videogiochi della FIFA.

## Palmarès

### Giocatore

#### Competizioni nazionali
- Football League Two: 1

Scunthorpe United: 2004-2005
- Football League One: 1

Scunthorpe United: 2006-2007

### Allenatore

#### Competizioni nazionali
- Campionato irlandese: 1

Sligo Rovers: 2012
- FAI Cup: 1

Sligo Rovers: 2013
- Setanta Sports Cup: 1

Sligo Rovers: 2014